# Campionati del mondo di atletica leggera 2017 - Lancio del martello maschile
La gara di lancio del martello maschile si è svolta tra il 9 e l'11 agosto.

## Podio
| Pos.    | Atleta           | Nazionalità                 | Misura  |
| ------- | ---------------- | --------------------------- | ------- |
| Oro     | Paweł Fajdek     | Polonia                     | 79,81 m |
| Argento | Valerij Pronkin  | Atleti Neutrali Autorizzati | 78,16 m |
| Bronzo  | Wojciech Nowicki | Polonia                     | 78,03 m |

## Situazione pre-gara

### Record
Prima di questa competizione, il record del mondo (RM) e il record dei campionati (RC) erano i seguenti.
| Record                | Prestazione | Atleta                        | Data                               | Competizione              |
| --------------------- | ----------- | ----------------------------- | ---------------------------------- | ------------------------- |
| Record mondiale       | 86,74 m     | Jurij Sedych Unione Sovietica | 30 agosto 1986 Stoccarda, Germania |                           |
| Record dei campionati | 83,63 m     | Ivan Cichan Bielorussia       | 27 agosto 2007 Osaka, Giappone     | Campionati del mondo 2007 |

### Campioni in carica
I campioni in carica, a livello mondiale e olimpico, erano:
| Campione | Atleta                     | Prestazione | Data                                    | Competizione               |
| -------- | -------------------------- | ----------- | --------------------------------------- | -------------------------- |
| Olimpico | Dilshod Nazarov Tagikistan | 78,68 m     | 19 agosto 2012 Rio de Janeiro (Brasile) | Giochi della XXX Olimpiade |
| Mondiale | Paweł Fajdek Polonia       | 80,88 m     | 23 agosto 2015 Pechino (Cina)           | Campionati del mondo 2015  |

### La stagione
Prima di questa gara, gli atleti con le migliori tre prestazioni dell'anno erano:
| Pos. | Atleta                                      | Prestazione | Data                                    |
| ---- | ------------------------------------------- | ----------- | --------------------------------------- |
| 1    | Paweł Fajdek Polonia                        | 83,44 m     | 27 giugno 2017 Ostrava, Repubblica Ceca |
| 2    | Wojciech Nowicki Polonia                    | 80,47 m     | 22 luglio 2017 Białystok, Polonia       |
| 3    | Valerij Pronkin Atleti Neutrali Autorizzati | 79,32 m     | 29 luglio 2017 Žukovskij, Russia        |

## Risultati

### Qualificazioni
Le qualificazioni si sono tenute il 9 agosto dalle ore 19:20.

Qualificazione: gli atleti che raggiungono la misura di 75,50 m (Q) o le migliori 12 misure (q) si qualificano alla finale.
| Pos. | Gruppo | Nome                   | Nazionalità                 | 1ª prova | 2ª prova | 3ª prova | Misura | Note |
| ---- | ------ | ---------------------- | --------------------------- | -------- | -------- | -------- | ------ | ---- |
| 1    | B      | Wojciech Nowicki       | Polonia                     | 76,85    |          |          | 76,85  | Q    |
| 2    | A      | Paweł Fajdek           | Polonia                     | 71,43    | 76,82    |          | 76,82  | Q    |
| 3    | A      | Quentin Bigot          | Francia                     | 76,11    |          |          | 76,11  | Q    |
| 4    | A      | Pavel Barėjša          | Bielorussia                 | x        | 74,07    | 75,98    | 75,98  | Q    |
| 5    | A      | Bence Halász           | Ungheria                    | 75,56    |          |          | 75,56  | Q    |
| 6    | A      | Dilshod Nazarov        | Tagikistan                  | x        | 75,54    |          | 75,54  | Q    |
| 7    | A      | Nick Miller            | Regno Unito                 | 75,52    |          |          | 75,52  | Q    |
| 8    | A      | Oleksij Sokyrs'kyj     | Atleti Neutrali Autorizzati | 75,50    |          |          | 75,50  | Q    |
| 9    | B      | Serghei Marghiev       | Moldavia                    | 75,18    | 73,41    | 74,96    | 75,18  | q    |
| 10   | B      | Valerij Pronkin        | Atleti Neutrali Autorizzati | 74,11    | 73,75    | 75,09    | 75,09  | q    |
| 11   | A      | Özkan Baltacı          | Turchia                     | 74,69    | 74,16    | 74,46    | 74,69  | q    |
| 12   | A      | Marco Lingua           | Italia                      | 74,41    | x        | x        | 74,41  | q    |
| 13   | B      | Marcel Lomnický        | Slovacchia                  | 74,26    | 73.35    | x        | 74,26  |      |
| 14   | B      | Krisztián Pars         | Ungheria                    | 74,08    | x        | 73.36    | 74,08  |      |
| 15   | A      | David Söderberg        | Finlandia                   | 73,76    | x        | x        | 73,76  |      |
| 16   | B      | Eşref Apak             | Turchia                     | 73,55    | x        | x        | 73,55  |      |
| 17   | A      | Sergej Litvinov        | Atleti Neutrali Autorizzati | 73,32    | 73,48    | 73,36    | 73,48  |      |
| 18   | B      | Zachar Machrosenka     | Bielorussia                 | x        | 72,58    | x        | 72,58  |      |
| 19   | A      | Allan Wolski           | Brasile                     | x        | x        | 72,51    | 72,51  |      |
| 20   | B      | Alex Young             | Stati Uniti                 | x        | 72,07    | 70,93    | 72,07  |      |
| 21   | B      | Chris Bennett          | Regno Unito                 | x        | 72,05    | 69,12    | 72,05  |      |
| 22   | B      | Sjarhej Kalamoec       | Bielorussia                 | 71,90    | 68,97    | x        | 71,90  |      |
| 23   | B      | Ashraf Amgad Elseify   | Qatar                       | 71,87    | x        | 71,00    | 71,87  |      |
| 24   | B      | Wagner Domingos        | Brasile                     | x        | 69,59    | 71,69    | 71,69  |      |
| 25   | A      | Serhii Reheda          | Ucraina                     | 70,03    | 71,10    | 71,53    | 71,53  |      |
| 26   | B      | Diego del Real         | Messico                     | 68,10    | 70,72    | 71,29    | 71,29  |      |
| 27   | A      | Hilmar Örn Jónsson     | Islanda                     | 71,12    | x        | x        | 71,12  |      |
| 28   | B      | Mihail Anastasakis     | Grecia                      | 70,94    | 70,93    | 69,95    | 70,94  |      |
| 29   | A      | Mohamed Mahmoud Hassan | Egitto                      | x        | x        | 69,92    | 69,92  |      |
| 30   | B      | Simone Falloni         | Italia                      | x        | 69,90    | x        | 69,90  |      |
| 31   | A      | Rudy Winkler           | Stati Uniti                 | 68,77    | x        | 68,88    | 68,88  |      |
| 32   | B      | Kibwé Johnson          | Stati Uniti                 | 68,86    | x        | 68,81    | 68,86  |      |

### Finale
La finale si è tenuta l'11 agosto alle ore 20:30.
| Pos.   | Atleta             | Nazionalità                 | 1ª prova | 2ª prova | 3ª prova | 4ª prova | 5ª prova | 6ª prova | Misura | Note                                     |
| ------ | ------------------ | --------------------------- | -------- | -------- | -------- | -------- | -------- | -------- | ------ | ---------------------------------------- |
| center | Paweł Fajdek       | Polonia                     | x        | 77,09    | 79,73    | 79,81    | 79,40    | x        | 79,81  |                                          |
| center | Valeriy Pronkin    | Atleti Neutrali Autorizzati | 77,00    | 77,20    | 75,71    | 76,25    | 77,98    | 78,16    | 78,16  |                                          |
| center | Wojciech Nowicki   | Polonia                     | 76,36    | 76,54    | 78,03    | 76,19    | x        | x        | 78,03  |                                          |
| 4      | Quentin Bigot      | Francia                     | 77,05    | 76,26    | 77,46    | 77,67    | x        | 76,87    | 77,67  |                                          |
| 5      | Oleksij Sokyrs'kyj | Atleti Neutrali Autorizzati | 76,22    | 77,50    | 77,15    | x        | x        | x        | 77,50  | Miglior prestazione personale stagionale |
| 6      | Nick Miller        | Regno Unito                 | x        | 75,78    | 77,31    | x        | 76,16    | x        | 77,31  |                                          |
| 7      | Dilshod Nazarov    | Tagikistan                  | 76,33    | 77,22    | 75,36    | 76,01    | 77,14    | 74,91    | 77,22  |                                          |
| 8      | Serghei Marghiev   | Moldavia                    | 75,40    | 75,87    | 75,80    | 75,85    | 74,57    | x        | 75,87  |                                          |
| 9      | Pavel Barėjša      | Bielorussia                 | 74,35    | 75,86    | x        |          |          |          | 75,86  |                                          |
| 10     | Marco Lingua       | Italia                      | 69,64    | 75,13    | x        |          |          |          | 75,13  |                                          |
| 11     | Bence Halász       | Ungheria                    | 70,89    | x        | 74,45    |          |          |          | 74,45  |                                          |
| 12     | Özkan Baltacı      | Turchia                     | 73,17    | 72,90    | 74,39    |          |          |          | 74,39  |                                          |